# Raphaël Imbert
Pour les personnes ayant le même patronyme, voir Imbert.
Raphaël Imbert est un saxophoniste de jazz, chef d'orchestre, compositeur, et professeur de musique français. Il est fondateur et directeur artistique de la Compagnie Nine Spirit, directeur du Conservatoire à rayonnement régional de Marseille.

## Biographie
Raphaël Imbert est né à Thiais le 2 juin 1974. Il apprend à jouer du saxophone à l'âge de quinze ans en autodidacte, puis entre au conservatoire de Marseille dans la classe de jazz de Philippe Renault. Il y obtient le Premier prix de Conservatoire en 1995 avec Jean-Jacques Elangué. Il fut lui-même assistant professeur dans la classe de jazz du conservatoire de Marseille de 2003 à 2006.
En 1996 il fonde les groupes Hemlé Orchestra et Atsas-Imbert Consort (Émile Atsas (guitare), Vincent Lafont (piano), et Jean-Luc Di Fraya (percussions)), avec lesquels il se produit notamment sur les scènes de Jazz à Vienne, Nice Jazz Festival, et la Fiesta des Suds à Marseille.
Il crée à Marseille en 2002 avec des musiciens, sociologues, journalistes, mélomanes, le Collectif l’Enclencheur, à la vie éphémère, qui défend un projet de réflexion intégrant la pratique du jazz dans une vision de la société plus globale.
En 2003, il est lauréat du programme «La Villa Médicis hors les murs » pour son travail de recherche sur la musique sacrée dans le jazz, réalisé pendant six mois à New York. Dès lors, ce séjour devient l'élément fondateur des compositions de Raphaël Imbert.
Raphaël Imbert développe un projet pédagogique qu’il met en pratique au conservatoire de Marseille depuis 2003, ainsi que dans de nombreux séminaires, tels que le festival Jazz à Cluny et la formation des arts de la rue de la Fai’art. Il propose en classe de maître une méthode d'improvisation pour ensembles de musique de chambre.
À la suite du projet Bach – Coltrane avec le Quatuor Manfred et André Rossi, il collabore régulièrement avec de nombreux musiciens classiques : Chiara Banchini, Johan Farjot, Arnaud Thorette, Karol Beffa, Jean-Guihen Queyras, Pierre-Olivier Queyras, Geneviève Laurenceau…

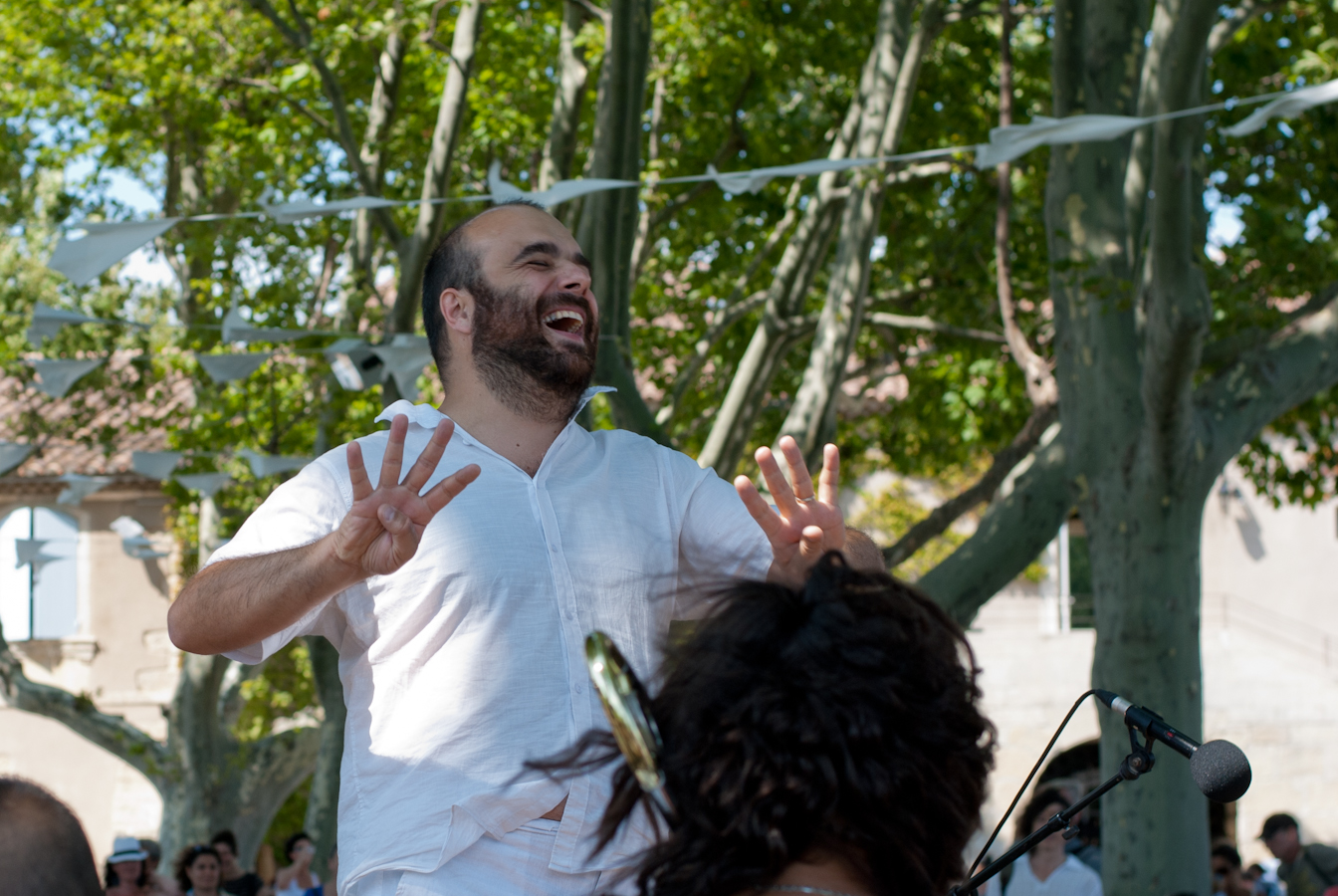
Raphaël Imbert à l'Etang des Aulnes, 2014.

Il est membre du Conseil d’administration de l’Orchestre national de jazz de septembre 2004 à septembre 2007 et remporte avec son groupe Newtopia Project le grand prix d'orchestre ainsi que le deuxième prix de soliste du 28e Concours national de jazz de la Défense en juin 2005.
Il a composé pour le cinéma et la télévision pour les projets de Philippe Carrese, Isabelle Boni-Claverie et pour le film "Péril sur la Ville" de Philippe Pujol.

## Le projetOMax at Lomax
En 2010 Raphaël Imbert devient membre du groupe de recherche « Improtech », qui étudie le rapport entre improvisation et nouvelles technologies, pour le compte de l'Agence nationale de la recherche. Le projet de Raphaël Imbert, Omax at Lomax, est une mission de recherche aux États-Unis sur le terrain des racines musicales traditionnelles, des savoirs musicaux relevant de l'oralité, et leur lien avec l'improvisation et les nouvelles technologies. OMax est le nom d'un logiciel mis au point à l'IRCAM, qui analyse en temps réel le jeu d'un musicien, ses articulations mélodiques et sonores, qui en construit un « modèle », et restitue en retour ses propres improvisations. Lomax fait référence à Alan Lomax, un célèbre ethnomusicologue spécialiste des musiques traditionnelles américaines.
Ce projet permet à Raphaël Imbert de rencontrer lors de plusieurs voyages dans le sud des États-Unis en 2010 et 2011 des musiciens locaux détenteurs de racines musicales profondes, de les interroger, de jouer et d'improviser avec eux, lors de rencontres artistiques inédites.

## La Compagnie Nine Spirit
Raphaël Imbert se produit au sein de plusieurs formations qu'il a fondées au sein de la Compagnie Nine Spirit, ainsi qu'avec de nombreux musiciens en France et sur la scène internationale.
Conçue en 2000 comme une « plateforme entre les traditions orales de l'improvisation et l'écriture musicale », la Compagnie Nine Spirit est à l'initiative de plusieurs projets qui révèlent une recherche avancée sur le spirituel dans la musique afro-américaine, la narration comme élément de composition musicale, le patrimoine musical et la création. Elle se définit comme un dispositif de création et de recherche musicales au service d'une œuvre dans laquelle la composition, l'improvisation, la narration et la littérature se trouvent mêlées.
En 2012 les artistes membres de la Compagnie sont Carine Bonnefoy (piano), Christophe Leloil (trompette), Émile Atsas (guitare), Jean-Luc Di Fraya (percussions), Marion Rampal (chant), Pierre Fénichel (contrebasse), Simon Tailleu (contrebasse), Thomas Savy (saxophone), Simon Sieger (piano et trombone), Thomas Weirich (guitare), et André Rossi (orgue).
Des artistes invités travaillent à ce projet, parmi lesquels Gerald Cleaver, Joe Martin, Paul Elwood, Yaron Herman, Sarah Quintana, Leyla McCalla, Big Ron Hunter, Alabama Slim ou Zim Ngqawana.
La Compagnie Nine Spirit forme plusieurs ensembles :

### Nine Spirit
La première œuvre du Nine Spirit, Les Musiques sacrées de Duke Ellington, est jouée avec des narrations extraites de l'œuvre de Théodore Monod. D'autres compositions s'intéressent aux musiques sacrées de Sun Ra, John Coltrane, Albert Ayler, et Pharoah Sanders. Le Nine Spirit a également présenté des spectacles sur Théodore Monod, Amadou Hampâté Bâ, Martin Luther King.
- Raphaël Imbert (saxophones, direction),
- Thomas Savy (saxophones, clarinettes),
- Christophe Leloil (trompette),
- Émile Atsas (guitare),
- Isabelle Fruleux (narration),
- Carine Bonnefoy (piano),
- Hubert Rousselet (contrebasse),
- Jean-Luc Di Fraya (percussions, chant),
- Mourad Benhammou (batterie).

### Sixtine Group
Le Sixtine Group explore les éléments mélodiques, entre culture classique, références argentines et américaines, et dialogues improvisés.
- Raphaël Imbert (saxophones, direction),
- Christophe Leloil (trompette),
- Jean-Marc Fabiano (accordéon),
- Stephan Carraci (vibraphone),
- Marion Rampal (chant),
- Jean-Luc Di Fraya (percussions, chant),
- Simon Tailleu (contrebasse),
- Cédrick Bec (batterie).

### Brotherhood Consort
Cette formation qui associe un quartet de jazz à un quatuor classique a montré dans l'œuvre Bach – Coltrane les parentés spirituelles et musicales entre les deux compositeurs, en suivant notamment la trame de la liturgie luthérienne, présente aussi bien dans le cantor que dans les negro spirituals et les thèmes écrits par Coltrane. En 2011 est présenté son nouveau travail, Mozart Ellington, qui fera l'objet de l'album Heavens - Amadeus & the Duke publié en 2013 sur le label Jazz Village.
- Raphaël Imbert (saxophones, direction),
- André Rossi (orgue),
- Jean-Luc Di Fraya (percussions, chant),
- Michel Peres ou Pierre Fénichel (contrebasse),
- Le Quatuor Manfred (Marie Béreau : violon, Luigi Vecchioni : violon, Emmanuel Haratyk : alto, Christian Wolf : violoncelle).

### Newtopia Project

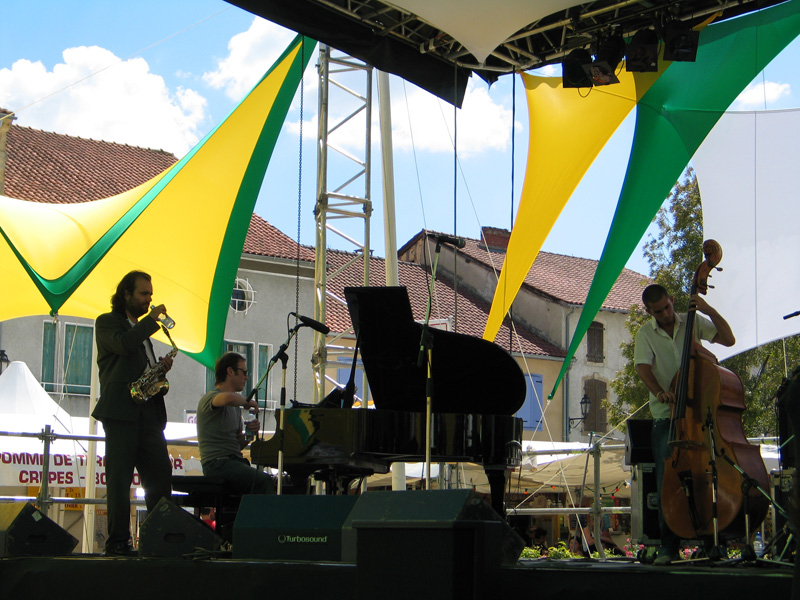
Newtopia Project, Jazz in Marciac, 2005.

- Raphaël Imbert (saxophones, direction),
- Yaron Herman (piano),
- Zim Ngqawana (saxophone),
- Stephan Caracci (vibraphone),
- Simon Tailleu (contrebasse),
- Cédrick Bec (batterie).

### Music Is My Home
Né de ses rencontres avec les musiciens du Deep South dans le cadre du projet OMax at Lomax en 2011, le projet Music Is My Home associe Big Ron Hunter et Alabama Slim, musiciens de blues issus de la Music Maker Relief Foundation, et Leyla McCalla, contrebassiste de La Nouvelle-Orléans, ainsi que la batteuse française Anne Paceo. En 2018, il réalise son deuxième volet, Music is My Hope, qui remporte une Victoire du jazz dans la catégorie Album inclassable de l'année.

### LeMediterranean Charlie Orchestra
Dans le cadre de l'évènement Marseille-Provence 2013 au titre de capitale européenne de la culture, le Mediterranean Charlie Orchestra rassemble les jazzmen confirmés de la compagnie Nine Spirit et l’Orchestre des Jeunes de la Méditerranée, un orchestre de chambre de 24 musiciens issus des conservatoires de Provence-Alpes-Côte d'Azur et d’une dizaine de pays du bassin méditerranéen. Cette création a été présentée en coproduction lors de la soirée d'ouverture du Charlie Jazz Festival 2013 à Vitrolles (Bouches-du-Rhône).
- Raphaël Imbert (saxophones, direction artistique),
- Johan Farjot (direction musicale, Fender Rhodes),
- Majid Bekkas (chant, guembri, oud)),
- Marion Rampal (chant),
- Thomas Weirich (guitare),
- Simon Sieger (trombone, claviers),
- Simon Tailleu (contrebasse),
- Jean-Luc Di Fraya (percussions, chant),
- Orchestre des Jeunes de la Méditerranée.

## "Les 1001 Nuits du Jazz au Bal Blomet"
Depuis 2017, Raphaël Imbert et Johan Farjot animent une série bimensuelle de concerts/conférences, les "1001 nuits du jazz" au Bal Blomet. Pour raconter l'histoire du jazz, ils invitent des jeunes musiciennes et musiciens issus du Centre des Musiques Didier Lockwood et du CNSMDP avec des artistes reconnus de la scène jazzistique, comme André Ceccarelli, Anne Paceo, Hugh Coltman, Felipe Cabrera, Daniel Humair, Joe Quitzke, Julie Saury, etc. Un album live sort en 2020.

## Recherches
Raphaël Imbert mène parallèlement à ses activités artistiques des recherches sur la musique, plus particulièrement sur le spirituel dans le jazz. Il étudie l’anthropologie à l’EHESS sous la direction de Jean Jamin. C’est dans ce cadre qu’il intègre le projet « Improtech » et le Laboratoire d'anthropologie et d'histoire de l'institution de la culture (LAHIC), pour lesquels il effectue une mission de recherche dans le sud des États-Unis en 2011 et 2012, sur le thème du rapport des musiciens traditionnels à l'improvisation et aux nouvelles technologies.
Il publie de nombreux articles, dont « Jazz en vies : De l'exemplarité du fait spirituel et maçonnique chez les musiciens de jazz » pour la revue française d’anthropologie L’Homme, sur l’un de ses domaines de prédilection, le fait maçonnique chez les musiciens de jazz afro-américains. Il étudie également le rôle de l’oralité dans la transmission de l’improvisation en musique.
Il écrit en 2014 le livre "Jazz Supreme. Initiés, Mystiques & Prophètes" aux éditions de l'éclat, qui rassemble ses recherches sur le spirituel dans le jazz. Une édition de poche est publiée en 2018, avec une préface de Patrick Chamoiseau.

## Production radiophonique
Pendant l'été 2016, Raphaël Imbert produit et anime l'émission hebdomadaire L'Heur de plaire sur France Musique. En 2017, il anime une "Swing Chronique" sur la même station.

## Discographie

### En tant que leader ou coleader
- 2002 : Méditations dans un cratère, Raphaël Imbert Nine Spirit (Idéoplurielle)
- 2006 : Suite élégiaque, Newtopia Project (Zig-Zag Territoires)
- 2006 : Pieces for Christmas Peace, Sixtine Group (Zig-Zag Territoires)
- 2008 : Bach – Coltrane, Raphaël Imbert Project (Zig-Zag Territoires)
- 2009 : New York Project, avec Joe Martin, contrebasse, et Gerald Cleaver, batterie (Zig-Zag Territoires)
- 2010 : 13 Miniatures for Albert Ayler, sur un titre avec Urs Leimgruber, Joe McPhee et Evan Parker (Rogue Art)
- 2010 : Cet Inexprimable 20 Ans – Atelier de musiques improvisées - 20e Anniversaire, avec Alain Antoni, Sébastien Lalisse, Michel Chauvin, Victor Buzelin, Alain Soler, Fred Garnier, Éric Barret, Larry Schneider, André Jaume, Lionel d'Hauenens (Label Durance)
- 2011 : Live au Tracteur, avec Joe Martin, Gerald Cleaver et Stephan Caracci (Zig-Zag Territoires)
- 2013 : Heavens - Amadeus & The Duke (Jazz Village)
- 2013 : Janus, en duo avec André Jaume, sur des compositions d'Alain Soler (Label Durance / Orkhêstra)
- 2013 : Raphaël Imbert - Projects, coffret des 3 albums Newtopia Project, Bach – Coltrane, et New York Project (Zig-Zag Territoires)
- 2014 : Harmonium Trio, avec André Jaume (s, cl) et Alain Soler (harmonium) (Label Durance)
- 2015 : The Alppalachians, Raphaël Imbert (saxs, bcl, cla), Marion Rampal (voc, cla), Pierre Fenichel (b), Paul Elwood (voc, banjo) (Label Durance / Orkhêstra)[18]
- 2015 : Libres, en duo avec Karol Beffa (Jazz Village)[19]
- 2015 : Music is My Home: Prologue, avec Big Ron Hunter, Leyla McCalla, Anne Paceo, Sarah Quintana, Alabama Slim (Jazz Village)
- 2015 : Trio BIS, avec Cédrick Bec (d) et Alain Soler (g), en public à Forcalquier (La cave à Lulu) et à l’Atelier de musiques improvisées (AMI) de Château-Arnoux (Label Durance)
- 2018 : Music is My Hope, avec Pierre-François Blanchard (kb), Thomas Weirich et Pierre Durand (g), Jean-Luc Difraya (d), Aurore Imbert, Marion Rampal, Big Ron Hunter et Manu Barthelemy (v)
- 2020 : Les 1001 Nuits du Jazz. Live au Bal Blomet avec Johan Farjot, Daniel Humair, Anne Paceo, Amandine Bourgeois, Julie Saury, Jean-Jacques Elangué, etc  (MDC)
- 2024 : Songbook (Live à la Gare)[20] chez Outhere

### En tant que sideman
Avec Christophe Leloil
- 2008 : E.C.H.O.E.S. (AJMISéries)

Avec l'ensemble Contraste
- 2009 : Café 1930, tangos (Zig-Zag Territoires)
- 2011 : Songs (Naïve)
- 2013 : Miroir(s) avec Karol Beffa, Johan Farjot, et Arnaud Thorette, arrangements de Purcell, Bach, Mozart, Erik Satie, Karol Beffa, Johan Farjot, Raphaël Imbert (Naïve)

Avec Archie Shepp
- 2013 : I Hear The Sound - Attica Blues Orchestra Live (Archieball)

Avec Marion Rampal et le Quatuor Manfred
- 2018 : Bye Bye Berlin (Harmonia Mundi)

## Récompenses / Décorations
- 2018 : Victoires du jazz dans la catégorie Album inclassable de l'année pour Music is My Hope
- 2024 : Chevalier dans l'ordre des arts et des lettres[21]